# Spizocorys fringillaris
Spizocorys fringillaris é uma espécie de cotovia da família Alaudidae endémica da África do Sul. Seus habitats naturais são campos rupestres subtropicais ou tropicais e pastagens. Está ameaçada por perda de habitat.